# Feel the Passion
Feel The Passion (dansk: Føl passionen) er en sang skrevet af Shpëtim Saraçi og Sokol Marsi, og fremført af Aurela Gaçe. Sangen repræsenterede Albanien i Eurovision Song Contest 2011 i Düsseldorf, Tyskland. Sangen vil blive sunget på engelsk ved Eurovision Song Contest.